# Піттстон Тауншип (округ Лузерн, Пенсільванія)
Піттстон Тауншип (англ. Pittston Township) — селище (англ. township) в США, в окрузі Лузерн штату Пенсільванія. Населення — 3186 осіб (2020).

## Демографія
Згідно з переписом 2010 року, у селищі мешкало 3368 осіб у 1341 домогосподарстві у складі 945 родин. Було 1422 помешкання
Расовий склад населення:
| - 97,2 % — білих - 1,5 % — чорних або афроамериканців - 0,3 % — азіатів |

До двох чи більше рас належало 0,8 %. Частка іспаномовних становила 0,9 % від усіх жителів.
За віковим діапазоном населення розподілялося таким чином: 19,9 % — особи молодші 18 років, 61,9 % — особи у віці 18—64 років, 18,2 % — особи у віці 65 років та старші. Медіана віку мешканця становила 43,9 року. На 100 осіб жіночої статі у селищі припадало 100,0 чоловіків;  на 100 жінок у віці від 18 років та старших — 97,9 чоловіків також старших 18 років.
Середній дохід на одне домашнє господарство  становив 75 627 доларів США (медіана — 58 939), а середній дохід на одну сім'ю — 88 005 доларів (медіана — 66 511). Медіана доходів становила 47 398 доларів для чоловіків та 41 375 доларів для жінок. За межею бідності перебувало 7,3 % осіб, у тому числі 8,4 % дітей у віці до 18 років та 8,4 % осіб у віці 65 років та старших.
Цивільне працевлаштоване населення становило 1712 осіб. Основні галузі зайнятості: освіта, охорона здоров'я та соціальна допомога — 21,3 %, роздрібна торгівля — 12,4 %, публічна адміністрація — 9,5 %, виробництво — 9,5 %.